# Blackburn (Oklahoma)
Pour les articles homonymes, voir Blackburn (homonymie).
La ville de Blackburn est située dans le comté de Pawnee, dans l’État de l’Oklahoma, aux États-Unis. Sa population s’élevait à 108 habitants lors du recensement de 2010.

## Source
- (en) Cet article est partiellement ou en totalité issu de l’article de Wikipédia en anglais intitulé « Blackburn, Oklahoma » (voir la liste des auteurs).